# (26639) Murgaš
(26639) Murgaš – planetoida z pasa głównego asteroid okrążająca Słońce w ciągu 3 lat i 229 dni w średniej odległości 2,36 j.a. Została odkryta 5 maja 2000 roku w obserwatorium astronomicznym w Ondřejovie przez Petera Kušniráka. Nazwa planetoidy pochodzi od Jozefa Murgaša (1864–1929), wynalazcy i pioniera w dziedzinie radiotelegrafii. Przed jej nadaniem planetoida nosiła oznaczenie tymczasowe (26639) 2000 JB7.